# Prehnovo znamení
Prehnovo znamení či Prehnův příznak (anglicky: Prehn's sign) je lékařský diagnostický indikátor, pomáhající určit zdali je u pacienta přítomná testikulární bolest způsobena akutní epididymitidou (akutním zánětem nadvarlete) či torzí varlete. Tento diagnostický postup se však neprokázal být spolehlivým pro rozlišení torze od jiných případů testikulární bolesti.
Podle Prehnova znamení dojde při zvednutí varlete k ústupu bolesti při epididymitidě, ale ne při torzi.
Možné výsledky jsou:
- Negativní Prehnovo znamení: po zvednutí varlete nedojde k ústupu bolesti, což ukazuje na torzi varlete, která je akutním chirurgickým případem, který musí být do šesti hodin chirurgicky napraven.
- Pozitivní Prehnovo znamení: po zvednutí varlete dojde k ústupu bolesti, což naznačuje epididymitidu.